# Luka Modrić
Luka Modrić (kiejtése [ˈluːka ˈmɔːdritɕ], Zára, 1985. szeptember 9. –) aranylabdás, világbajnoki ezüst- és bronzérmes horvát válogatott labdarúgó, az AC Milan középpályása. Legtöbbször a pálya középső részén helyezkedik, de kimagasló teljesítményt képes nyújtani mind támadó-, mind pedig védekezőbb feladatok ellátása közben is. Általános vélemények szerint az egyik utolsó klasszikus irányító, azaz deep-lying playmaker, akinek feladata csapatának irányítása, a csatárok kiszolgálása, a játék szervezése. Ezenkívül sokan tartják generációjának egyik legjobb középpályásának, valamint minden idők legjobb horvát labdarúgójának.
A Zára városának vonzáskörzetében született Modrić gyermekkora egybeesett a horvátországi háborúval. 1996-ban került szülővárosának csapatához, az NK Zadarhoz, ahonnan 2002-ben a Dinamo Zagreb akadémiájára került. Eleinte kölcsönben játszott a Zrinjski és az Inter Zaprešić csapatainál, ahol a megfelelő játéklehetőséget is megkapta fejlődése érdekében. 2005-ben mutatkozott be a Dinamo Zagreb első csapatában, ahol egymást követő három évben nyert bajnoki címet, 2007-ben pedig a liga legjobb játékosának is megválasztották. 2007 nyarán a Tottenham szerződtette, mintegy 16,5 millió fontot fizetve érte a zágrábiaknak.
A 2011–2012-es szezont követően Modrić csatlakozott a spanyol Real Madrid csapatához, akik 30 000 000 font ellenében szerződtették a horvát középpályást. Nagy szerepe volt abban, hogy a klub megszerezte tizedik Bajnokok Ligája-győzelmét, azaz elérte a La Décimát. Miután Zinédine Zidane átvette a csapat irányítását, Modrić alapembere volt az egymást követő három évben is Bajnokok Ligáját nyerő csapatnak. 2016-ban és 2017-ben is a sorozat legjobb középpályásának választotta az Európai Labdarúgó-szövetség.
Modrić 2006 márciusában debütált Horvátország válogatottjában egy Argentína elleni mérkőzésen, míg első gólját Olaszország ellen szerezte címeres mezben. Modrić Horvátország „második Aranygenerációjának” tagja, válogatottban való bemutatkozását követően minden nemzetközi tornán részt vett, ahová hazája csapata kiharcolta a részvételi jogot. 2008-ban az Európa-bajnokság All Star csapatába választották, második horvátként a labdarúgás történetében. 2015-ben az első olyan horvát játékos lett, aki valaha is szerepelt a FIFA World XI-ben, azaz a Nemzetközi Labdarúgó-szövetség Év csapatában. 2016-ban és 2017-ben megismételte ezt a teljesítményt, ezekben az években az UEFA is beválasztotta saját év végi álom tizenegyébe.
A 2018-as világbajnokságon döntőbe vezette a horvát válogatottat, amely története legjobb eredményét érte el, Modrićot pedig a torna legjobb játékosának választották a szakemberek. Pályafutása során tizenkét alkalommal lett az év horvát labdarúgója, ezzel első a vonatkozó ranglistán.

## Gyermekkora

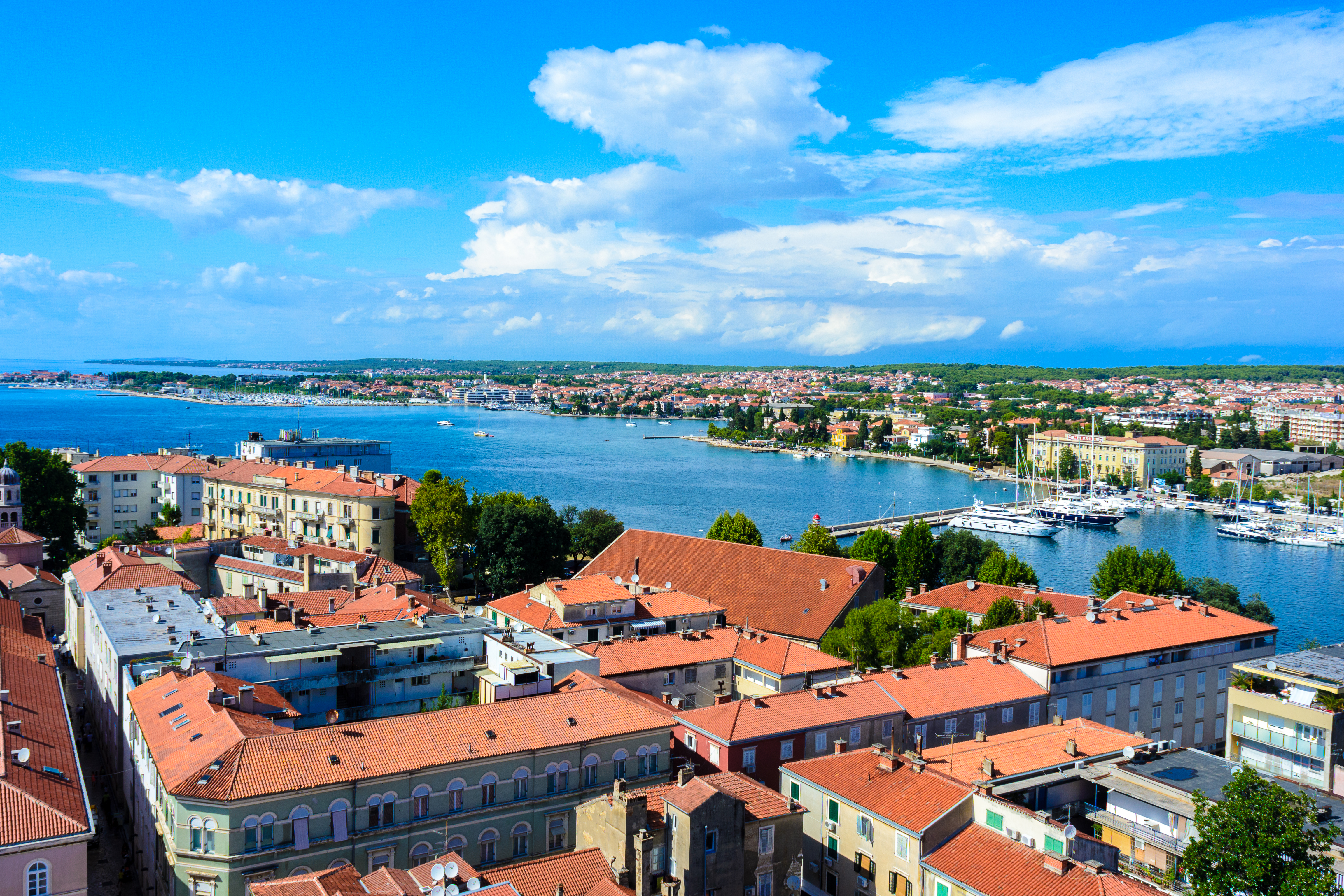
Modrić szülőhelye, Zára városa, itt, az NK Zadar csapatában kezdte labdarúgó-pályafutását

Luka Modrić 1985. szeptember 9-én született, a Zára városától északi irányban negyven kilométerre fekvő Zaton Obrovački településen, a Velebit-hegylánc árnyékában, amely akkor még a volt Jugoszlávia területén volt található. Stipe Modrić aeromechanikus és Radojka Dopuđ legidősebb gyermekeként látta meg a napvilágot. Gyermekkora egybeesett a horvátországi háborúval, ami miatt családja kénytelen volt elmenekülni a területről. Apja utóbb csatlakozott a horvát hadsereghez. Luka nagyapját szerb lázadók fogták el és ölték meg, majd amikor a háború elérte Jasenicét, a családnak újból menekülnie kellett. Modrić menekültté vált, majd visszaköltöztek Zárába. Egy interjúban úgy nyilatkozott erről az időszakról, hogy bár ekkoriban szinte minden nap bombázták a várost, és a háború nyilvánvalóan olyasvalami volt, ami a személyiségét is erőteljesen formálta, de sok más gyermekéhez hasonlóan az ő szülei is mindent megtettek, hogy ebből a lehető legkevesebbet érzékeljék testvéreivel, akikkel mindennapjaikat a labdarúgás töltötte ki. Ezekben a nehéz időkben főleg a szálloda parkolójában – ahol laktak – kezdett el játszani Luka Modrić, mielőtt 1992-ben belépett egy sportkörbe, miközben az általános iskolát is elkezdte. Előbbit nagybátyja segítségével tudták finanszírozni a szülei. Gyermekként Zvonimir Boban és Francesco Totti voltak a példaképei.

## Pályafutása

### Klubcsapatokban

#### A kezdeti évek
Az alapokat a családja által támogatott sportkörben, majd az NK Zadar akadémiáján sajátította el, ahol Domagoj Bašić volt az edzője, Tomislav Bašić pedig az ifjúsági akadémia vezetője. Tomislav Bašićot Modrić a második apjának tekintette. Mivel túl fiatalnak és alkatilag gyengének találták, a Hajduk Split vezetői nem ajánlottak neki szerződést. Több utánpótlástornán vett részt, amiknek következtében Bašić szorgalmazta, hogy a Dinamo Zagreb akadémiájánál folytassa pályafutását. Modrić 2001-ben, 16 éves korában írt alá a fővárosiakhoz. Egy szezont töltött az ifjúsági csapatnál, majd kölcsönben a Zrinjski és az Inter Zaprešić csapataiban játszott, hogy fejlődése töretlen maradjon. Ebben az időszakban megalapozta sokoldalú játékstílusát, és 18 éves korában a bosnyák liga legjobb játékosának választották. A Zaprešićet az élvonalba való feljutáshoz segítette. 2004-ben elnyerte az év horvát reménysége díjat, amit a legjobb utánpótláskorú játékosnak adtak át minden szezon végén. 2005-ben tért vissza Dinamo Zagrebhez.

#### Dinamo Zagreb
A 2005–2006-os szezon előtt Modrić egy hosszútávú, tízéves szerződést írt alá a Dinamóval. A szerződésből származó bevételekből Zárában lakást vásárolt családjának. Az idény során alapemberré vált a csapatban, 32 bajnoki mérkőzésen 7 gólt szerzett, az idény végén pedig bajnoki címet ünnepelhetett. A 2006–2007-es szezonban a Dinamo ismét megnyerte a bajnokságot, Modrić pedig hasonlóan az előző szezonhoz, ismét meghatározó tagja volt a csapatnak, 30 bajnokin hatszor talált az ellenfelek kapujába. A szezon végén az év játékosa díjat is átvehette. A következő évadban a 2007–2008-as UEFA-kupa selejtezőjének play-off körében Mario Mandžukićcsal nagyszerű teljesítményt nyújtva szinte egymaga ejtette ki a holland AFC Ajaxot és juttatta csapatát a csoportkörbe, ahonnan azonban nem sikerült a Dinamónak a továbbjutást kivívnia. Modrić hamar közönségkedvenccé vált, hazai mérkőzéseiken a Maksimir Stadionban rendre a nevét skandálta a fanatikus szurkolótábor. A klub egymást követő harmadik évben szerzett bajnoki címet, Modrić 25 bajnoki találkozón 13 gólt szerzett. Ebben az időszakban már európai élklubok, mint a Barcelona, Arsenal és Chelsea érdeklődtek iránta.

#### Tottenham Hotspur

##### 2008–2009-es szezon

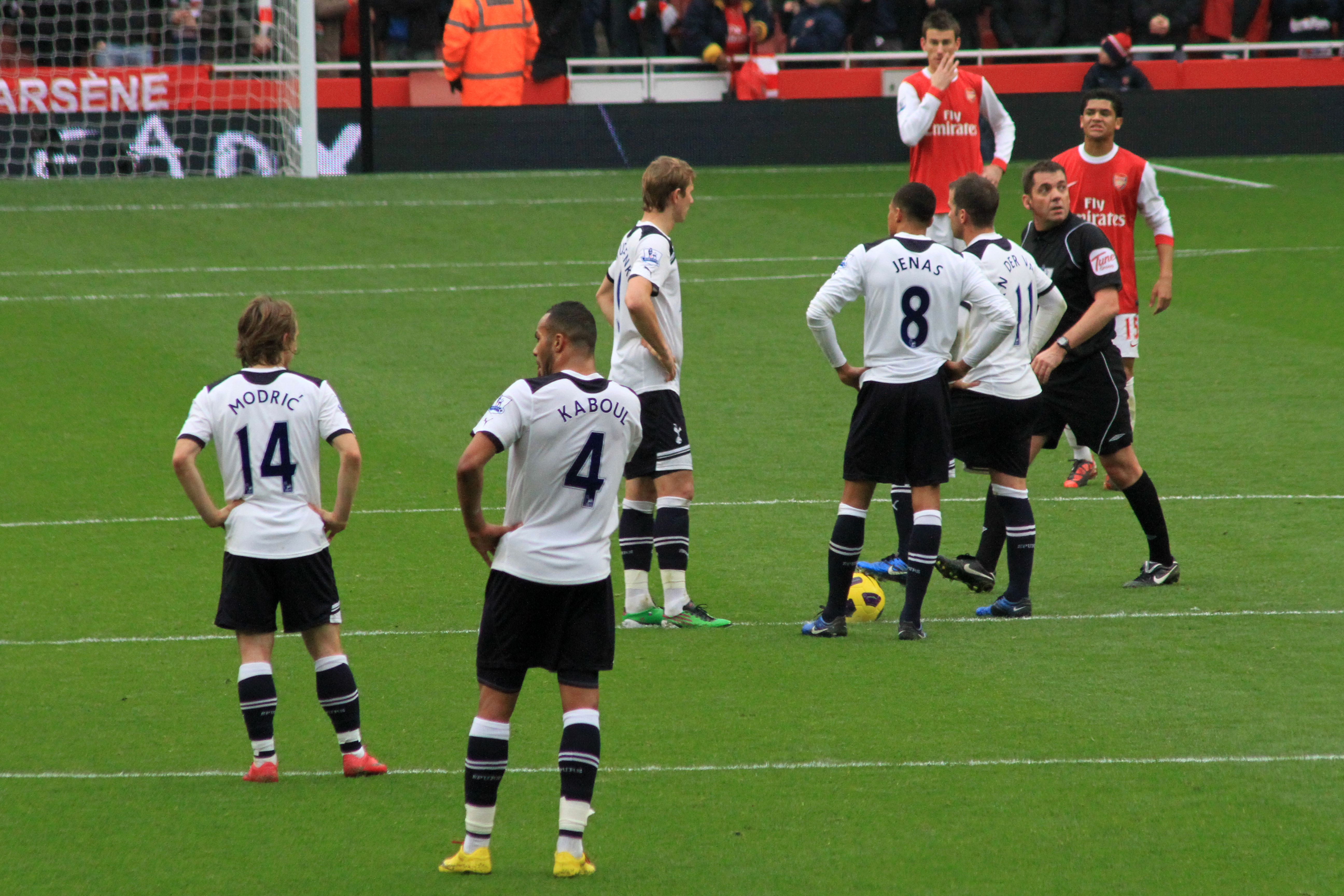
Modrić (14-es mezben) egy szabadrúgás előtt az Arsenal elleni bajnokin 2010. november 10-én

Modrić 2008. április 26-án megállapodott a londoni Tottenham csapatával, hogy a következő szezontól a csapatnál folytatja pályafutását. Az ő szerződtetése volt az első igazolás a Premier League-ben azon a nyáron. A klub elnöke, Daniel Levy személyesen utazott Zágrábba, hogy a hatéves szerződést aláírassa a horvát játékossal. A Tottenham 16,5 millió fontot fizetett Modrićért, ami akkor Darren Bent klubcsúcsot jelentő átigazolási összegével volt egyenlő. 2006. augusztus 16-án debütált a Premier League-ben, 2–1-es vereséggel a Riverside Stadionban a Middlesbrough ellen.
Modrić angliai karrierje nehezen indult egy térdsérülés miatt, sérülékenysége miatt pedig az angol sajtó és Arsène Wenger is kritikával illette. Modrić egy interjúban erről így nyilatkozott: „A kritikusok arra késztetnek, hogy megmutassam az embereknek, tévednek, talán gyengének tűnhetek, de nagyon erős személy vagyok szellemileg és fizikailag egyaránt, és soha nem volt gondom a fizikai adottságaimmal.” Visszatérése után jobbára a középpálya közepén játszott, de előfordult, hogy a bal szélen, Wilson Palacios mellett kapott szerepet. Egy alkalommal ennek kapcsán csapattársa, Tom Huddlestone is sokoldalúságát dicsérte.
Miután Juande Ramos helyett Harry Redknapp lett a csapat menedzsere, Modrić újra inkább a középpálya közepén kapott szerepet, és itt a csapat játékára is nagyobb hatással tudott lenni. Redknapp elismerte kvalitásait, és úgy nyilatkozott, hogy csapatát a horvát játékmester köré fogja felépíteni. A Chelsea elleni bajnokin megszerezte első Premier League-gólját, de teljesítményével kitűnt a városi rivális Arsenal elleni 4–4-es bajnokin is.

##### 2009–2010-es szezon
A 2009–2010-es szezon előtt Redknapp elmondta Modrićról, hogy „pokolian jó játékos, minden menedzser álma, soha nem panaszkodik, rengeteget dolgozik, cseleivel bármelyik védőt képes átjátszani. A liga legjobb négy csapata közül bármelyikbe beférne.” 2009. augusztus 29-én, a Tottenham 2–1-es győzelmével véget érő találkozón Modrić vádlisérülést szenvedett. A következő nap megerősítették, hogy nagy valószínűséggel hat hétig nem tud pályára lépni. December 28-án visszatért a pályára és a West Ham elleni városi rangadón 2–0-s győzelemhez egy büntetőből szerzett góllal járult hozzá. 2010. február 28-án ismét betalált az Everton elleni hazai győzelemkor, illetve gólt szerzett a Burnley elleni május 9-i vereségkor is.
2010. május 30-án Modrić új, hat évre szóló szerződést kapott, amely 2016-ig szólt; aláírása után azt mondta: „A Tottenham Hotspur adta nekem az esélyt a Premier League-ben való szereplésre, és továbbra is nagy sikereket akarok elérni velük. Igen, érdeklődtek más nagy kluboktól, de nem érdekel, úgy gondolom, a csapat fejlődőképes, és én velük akarok sikeres lenni.”

##### 2010–2011-es szezon
2010. szeptember 11-én szerezte első idénybeli gólját a West Bromwich Albion elleni 1–1-es bajnokin. November 28-án, a Liverpool elleni hazai mérkőzésen elért gólját később öngólként könyvelték el. Redknapp a White Hart Lane-en a Manchester United elért döntetlent követően elsősorban az ő játékát emelte ki. „Hihetetlen volt, csodálatos, fantasztikus labdarúgó, a legszűkebb helyeken veszi át a labdát a körülötte lévő emberekkel a nyakán. A világ bármely csapatába beférne.” Modrić a Tottenham 3–2-es Stoke elleni győzelmekor és 2011. május 15-én a Liverpool 2–0-s legyőzésekor is góllal segítette csapatát.
Ebben az évben a Bajnokok Ligájában is szerepelhettek. Az első mérkőzésen, október 20-án, a San Siróban az Internazionale ellen 4–3-ra ugyan a Tottenham vesztett, de Modrić és Gareth Bale is kiemelkedő teljesítményt nyújtott a találkozón. November 2-án, immár hazai pályán gólpasszt adott Rafael van der Vaartnak, a Tottenham pedig 3–1-re nyert. A következő mérkőzésen, a Werder Bremen ellen Modrić győztes gólt szerzett. Végül a Real Madrid elleni negyeddöntőben búcsúzott csapatával a sorozattól.
Modrić a szezon során 32 Premier League-mérkőzést játszott, és három gólt szerzett, 87,4%-os passzpontossággal. A szezon végén őt választották a csapat szurkolói az Év játékosának. Sir Alex Ferguson, a Manchester United menedzsere azt mondta, hogy ő az év Premier League-játékosának választotta volna Modrićot.

##### 2011–2012-es szezon
2011 nyarán Modrićot a Tottenham városi riválisa, a Chelsea szerette volna leigazolni, előbb 22, majd 27 millió fontos ajánlatot téve érte csapatának. Daniel Levy klubelnök mindkét ajánlatot elutasította. Modrić kijelentette, hogy egyetért Levy elnök úrral, és bár a nagy csapatok ajánlatai megtisztelőek, nem szeretne távozni. A spekulációk az egész átigazolási szezonban folytatódtak, azonban ez rányomta bélyegét teljesítményére, a Manchester United elleni nyitó mérkőzést követően – ami 3–0-s vereséggel zárult – Modrić úgy nyilatkozott, hogy „a feje nem volt a megfelelő helyen”. A nyári átigazolási szezon utolsó napján a Chelsea egy utolsó, 40 millió fontos ajánlatot tett, de végül a Tottenham ezt sem fogadta el.
A sikertelen átigazolást követően Harry Redknapp elmondta Modrićnak, hogy összpontosítson a játékra, ami saját és csapata szereplését is előremozdítja. Szeptember 18-án a Liverpool elleni bajnokin 23 méterről lőtt gólt, következő találatát pedig csak 2012. január 14-én a Wolverhampton Wanderers elleni bajnokin szerezte. Január 31-én a Wigan Athletic elleni 3–1-es sikerhez két góllal járult hozzá. A szezonban harmadszor választották be a forduló válogatottjába. Utolsó gólját a csapatban május 2-án szerezte a Bolton Wanderers elleni 4–1-es győzelemkor.

#### Real Madrid

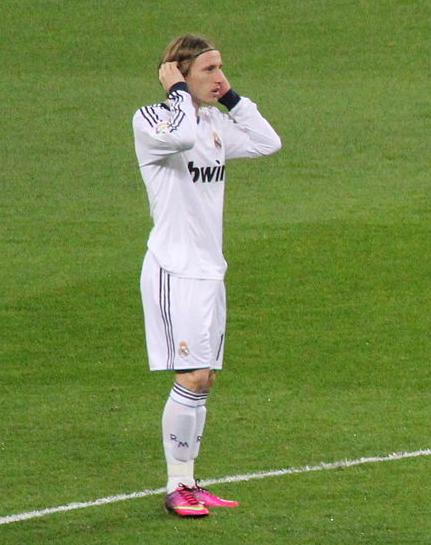
Modrić egy Sevilla elleni bajnokin 2013 februárjában

##### 2012–2013-as szezon
2012. augusztus 27-én a Real Madrid bejelentette, hogy megállapodást kötött a Tottenhammel, aminek értelmében 30 000 000 font ellenében szerződteti a horvát középpályást. Modrić ötéves szerződést kötött a spanyol klubbal. Két nappal később a Real Madrid a Barcelonával játszott a 2012-es szuperkupáért, Modrić pedig a 83. percben állt be Mesut Özil helyére. Az idény eleje legfőképpen arra ment rá, hogy az edző, José Mourinho bizalmát elnyerje, ugyanis a felkészülés nagy részéről hiányzott, így eleinte kevesebb lehetőséget kapott. A veterán középpályás Xabi Alonso és Sami Khedira jelenléte, valamint Özil irányító poszton való szerepeltetése miatt az első pár hónapban Modrić jobbára csereként kapott lehetőséget. A Bajnokok Ligájában szeptember 18-án mutatkozott be új csapatában a Manchester City ellen 3–2-re megnyert csoportmérkőzésen. November 3-án a Real Zaragoza elleni bajnokin szerezte első gólját, csapata 4–0-s győzelmet aratott. November 17-én gólpasszt adott Karim Benzemának az Athletic Club ellen 5–1-re megnyert találkozón.
2013. március 2-án kezdőként szerepelt a Barcelona elleni rangadón, és a 83. percben az ő szögletét követően szerzett győztes gólt Sergio Ramos. Március 5-én a második félidőben lépett pályára a Bajnokok Ligája kieséses szakaszában a Manchester United ellen, ám végül így is kulcsszerepe volt abban, hogy csapata megnyerte a mérkőzést, és végül 3–2-es összesítéssel bejutott a következő körbe. Modrić kezdőként játszott a Bajnokok Ligája elődöntőjében a Borussia Dortmund ellen. Április 24-én a Real Madrid 4–1-es vereséget szenvedett a német csapat ellen, és mivel a második mérkőzésen csak 2–0-ra tudott nyerni, nem jutott a döntőbe. 2013 márciusától Modrić formája és befolyása a középpályán tovább javult, immár a spanyolok meghatározó játékosa lett. Május 8-án az első gólt előkészítette, a negyediket saját maga szerezte a Málaga elleni győztes bajnokin.

##### 2013–2014-es szezon
Az új vezetőedző, Carlo Ancelotti érkezésével Modrić a csapat egyik legbiztosabb kezdőjévé vált és a középpályán legtöbbször Xabi Alonsóval játszott párban, hogy biztosítsa a védekezés és a támadás egyensúlyát. A csapat leghatékonyabb játékosa volt, átlagosan 90%-os passzpontossággal a spanyol bajnokságban. Első gólját a Bajnokok Ligájában szerezte a dán København elleni csoportmérkőzésen. A bajnokságban a Getafe ellen 3–0-ra megnyert mérkőzésen volt először eredményes az idény során. Kezdőként végigjátszotta a Barcelona elleni kupadöntőt, amelyet a Real Madrid 2–1-re nyert meg.
A Bajnokok Ligája negyeddöntőjének első találkozóján gólpasszt adott Cristiano Ronaldónak, 3–0-s győzelemhez segítve csapatát, akik így visszavágtak a Dortmundnak az egy évvel korábbi kiesésért. A klubban játszott 100. tétmérkőzésén gólpasszt adott a Bayern München elleni elődöntős párharc során, a Real Madrid pedig 12 év elteltével jutott be ismét a legrangosabb kupasorozat döntőjébe. A párharc mindkét mérkőzése után beválasztották a forduló csapatába. Május 24-én, a döntőben Modrić ismét gólpasszt adott, ezúttal szögletből Sergio Ramosnak, aki a 93. percben egyenlített az Atlético de Madrid elleni fináléban. A Real a hosszabbításban 4–1-re nyert és megszerezte a klubtörténet tizedik Bajnokok Ligája-győzelmét, a La Décimát. A szezon végén a Bajnokok Ligájában a szezon csapatába választották és ő lett a spanyol bajnokság legjobb középpályása is.

##### 2014–2015-ös szezon
2014 novemberében Modrić új szerződést írt alá, amely szerint 2018-ig a Real Madridban marad. Xabi Alonso távozásával partnere az újonnan érkezett Toni Kroos lett a középpályás sor közepén. A Real Madrid a 2014-es UEFA-szuperkupa megnyerésével kezdte a szezont a Sevilla ellenében. A spanyol bajnokságban a Real Sociedad ellen, majd a Bajnokok Ligájában is gólpasszt adott Gareth Bale-nek a Basel elleni összecsapáson. A Villarreal elleni 2–0-s győzelemkor idénybeli hetedik gólját szerezte egy tizenhatoson kívüli látványos lövéssel.
November végén combsérülést szenvedett az Olaszország elleni válogatott mérkőzésen, és három hónapos kihagyás várt rá. 2015 márciusában tért vissza a pályára és a kezdőcsapatba. Április 21-én a Málaga elleni 3–1-es hazai győzelemkor a jobb térdében megnyúltak a szalagok, emiatt egészen májusig nem játszhatott. A távolléte és a minőségi helyettesítő hiánya volt a legfőbb oka, hogy csapata nem nyerte meg a La Liga és a Bajnokok Ligája küzdelemsorozatát sem. Ancelotti erről azt mondta: „Modrić kihagyta az év nagy részét, és ez nagyban hátráltatott minket.” Teljesítményét így is elismerték, a szezon végén beválasztották az év csapatába, a FIFA World XI-be.

##### 2015–2016-os szezon

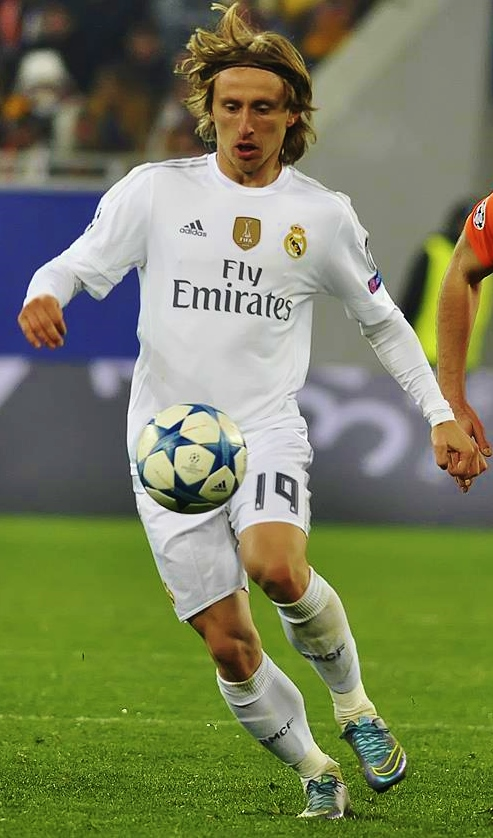
Modrić egy Sahtar Doneck elleni Bajnokok Ligája mérkőzésen 2015 novemberében

Ancelottit a szezon előtt Rafael Benítez váltotta a kispadon, de Modrić nála is a csapat kulcsjátékosa maradt. Az idény elején több kisebb sérülést is összeszedett, így szeptemberben, novemberben és decemberben is kihagyott mérkőzéseket. Az ukrán Sahtar Doneck elleni Bajnokok Ligája csoportmérkőzésen kiemelkedő játékot nyújtott, csapata csoporttalálkozóinak nagy részén pályára tudott lépni, de októberben újabb izomsérülést szenvedett és csak a Paris Saint-Germain elleni november 20-i mérkőzésen került vissza a csapatba.
2016 januárjában Benítezt Zinédine Zidane váltotta a csapat élén. A francia vezetőedző úgy nyilatkozott, hogy Modrić „a játék mestere” és a legfontosabb kapocs a védekező és a támadó játékosok közt. Az ezt követő időszak első három mérkőzésén az RC Deportivo de La Coruña, a Sporting de Gijón és a Real Betis elleni találkozókat követően több dicséretet kapott a sajtótól a játékáért, a csapat pozicionálásáért és a gólhelyzetek megteremtéséért. Február 7-én győztes gólt szerzett a Granada elleni 2–1-es győzelemkor.
Rendszeresen a kezdőcsapatban kapott helyet a szezon második felében, csapata pedig újból megnyerte a Bajnokok Ligáját, ahol a döntőben az Atlético Madridot győzte le, ezúttal büntetőpárbajt követően. Mind a Bajnokok Ligájában, mind a La Ligában az Év csapatába választották. Másodszor kapta meg a bajnokság legjobb középpályása díjat és újból bekerült a FIFA World XI-be, valamint az Európai Labdarúgó-szövetség is az Év csapatába választotta.

##### 2016–2017-es szezon
2016. október 18-án Modrić új szerződést írt alá a Real Madriddal, amely a spanyol klubhoz kötötte őt 2020 nyaráig. Bal térdének sérülése következtében szeptember közepétől nyolc mérkőzést hagyott ki november elejéig. December 18-án a csapattal elnyerte a 2016-os FIFA-klubvilágbajnokság trófeáját. 2017. március 12-én a Betis 2–1-es legyőzésekor Modrić 200. tétmérkőzését játszotta a Real Madridban.
A szezon folyamán rendszeresen kezdőjátékos volt, csapata megnyerte a spanyol bajnokságot és megvédte Bajnokok Ligája-elsőségét is. A Juventus elleni döntőben a második gól előtt ő adta a passzt Cristiano Ronaldónak. Újra beválasztották a Bajnokok Ligája szezon legjobb csapatába, ezzel ő lett az első horvát játékos aki ezt elmondhatta magáról. Ezenkívül az év középpályása lett az UEFA szavazásán, újra bekerült a FIFA World XI-be, jelölték Az év férfi labdarúgója díjra és ötödik lett az év végi Aranylabda-szavazáson.

##### 2017–2018-as szezon

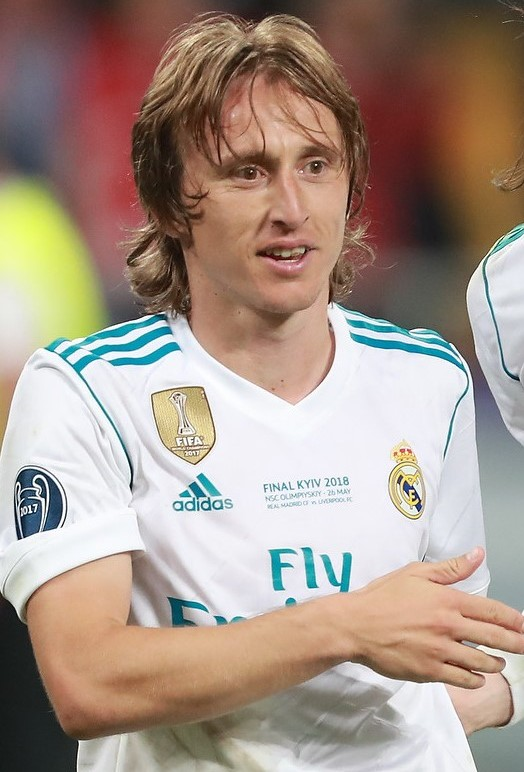
Modrić 2018-ban a Real Madrid színeiben

Miután James Rodríguez a Bayern Münchenhez távozott, Modrić örökölte a mezét, és ő viselte ettől fogva a 10-es számú trikót. Decemberben újra megnyerte csapatával a FIFA-klubvilágbajnokságot és őt választották a torna legjobb játékosának. 2018. január 7-én szerezte egyetlen bajnoki gólját a Deportivo ellen. A szezon folyamán rendszeresen kezdőjátékos volt, a Real Madrid pedig egyedülálló módon sorozatban harmadszor is megnyerte a Bajnokok Ligáját. A döntőben ezúttal a Liverpool volt az ellenfél. Modrić sorozatban harmadszor került be a sorozat év végi álomcsapatába.
Augusztus 30-án a Európai Labdarúgó-szövetség újra megválasztotta az előző Bajnokok Ligája-idény legjobb középpályásának, valamint Modrić vehette át az Az év férfi labdarúgója díjat is. A Nemzetközi Labdarúgó-szövetség szeptember 24-én tartott londoni díjátadó ünnepségén őt választották az év férfi labdarúgójának. November végén a Nemzetközi Labdarúgás-történeti és -statisztikai Szövetség Modrićot választotta az év legjobb játékosának, majd december 3-án a Párizsban tartott díjátadó ünnepségen átvehette az Aranylabdát is.

##### 2018–2019-es szezon
Az új edző, Julen Lopetegui érkezése azt eredményezte, hogy Modrić egyre inkább szorult vissza a kispadra, mivel a világbajnokság miatt nem volt elég edzett. Csereként kapott szerepet az UEFA-szuperkupában, a Atlético Madrid ellen 4–2-re elveszített találkozón is. Szeptember 1-én, a Leganés elleni 4–1 alkalmával kezdett először a szezonban, a harmadik gólt ő készítette elő Karim Benzemának. Szeptember 19-én a Roma ellen elérte a 100. pályára lépését különböző UEFA-klubtornákon. Ugyanezen a mérkőzésen gólpasszt adott Gareth Bale-nek. December 22-én megszerezte sorozatban harmadik klubvilágbajnoki címét a Real Madriddal, egy góllal, és egy gólpasszal segítette a csapatát az El-Ajn elleni fináléban. Január 13-án és 19-én először szerzett egymás után két bajnoki mérkőzésen gólt a spanyol csapatban, előbb a Real Betis, majd a Sevilla ellen. Még ebben a hónapban pályafutása során harmadik alkalommal is bekerült az UEFA év csapatába.

##### 2019–2020-as szezon
2019. augusztus 27-én volt Modrić szerződtetésének hetedik évfordulója a Real Madridnál. A szezon elején egy interjúban úgy nyilatkozott, hogy ebben a szezonban szeretné visszanyerni korábbi formáját.
Első gólját az idényben a Granada elleni bajnokin szerezte, ahol 4–2-re nyert a Real Madrid. November 12-én elnyerte a 2019-es Golden Foot-díjat. November 23-án kiosztott két gólpasszt és be is talált a Real Sociedad ellen. 2020. január 8-án szezonbeli ötödik, pályafutása századik találatát szerezte a Valencia ellen, a spanyol szuperkupa elődöntőjében. Négy nappal később sikeresen értékesítette a büntetőt a városi rivális Atlético elleni döntőben, amivel hozzájárult csapata győzelméhez. A szezon során több szakember is dicsérte, mivel kora ellenére a Real Madrid egyik legjobb játékosa volt, így többször is felmerült a szerződéshosszabbítása. Július 16-án gólpasszt adott Karim Benzemának a Villarreal ellen 2–1-re megnyert mérkőzésen.

##### 2020–2021-es szezon
2020. október 21-én lőtte első gólját a szezonban, a Sahtar Doneck ellen 3–2-re elveszített Bajnokok Ligája-találkozón. Ezzel a góllal mindössze a klub negyedik olyan játékosa lett Francisco Gento, Puskás Ferenc és Alfredo Di Stéfano után, aki betalált 35 éves kora után a legrangosabb európai kupasorozatban. Ezt a találatot később a hét góljává választották. Három nappal később első gólját szerezte az El Clásicók során, a Real Madrid pedig 3–1-re nyert. 2021. május 25-én 2022-ig hosszabbított a spanyol együttessel.

##### 2021–2022-es szezon
2021. október 24-én 400. mérkőzését játszotta a Real Madrid színeiben a Barcelona elleni El Clásicón, amelyet csapata 2–1 arányban megnyert. Október 30-án először viselhette a csapatkapitányi karszalagot az Elche elleni bajnokin. 2021. december 17-én 100. Bajnokok Ligája-mérkőzését játszotta az Internazionale ellen, később teljesítménye miatt a meccs emberének is megválasztották.
2022. január 16-án ő jegyezte az első találatot az Athletic Bilbao elleni szuperkupa-döntőben, ezzel Modrić lett a legidősebb gólszerző a torna történetében. Március 5-én gólt lőtt és gólpasszt adott a Real Sociedad ellen 4–1-re megnyert bajnokin. Áprilisban a Chelsea elleni BL-negyeddöntő mindkét mérkőzésén gólpasszt adott, a szakértők többször is kiemelték a játékát, mivel fontos szerepet játszott csapata támadásában és védekezésében egyaránt. A Rodrygónak adott asszisztját Ally McCoist „az évtized passzának”, míg Thierry Henry „abszolút tökéletesnek és gyönyörűnek” nevezte. A szezon végén ötödik Bajnokok Ligája-győzelmét aratta a királyi gárdával, valamint spanyol bajnok lett. A szezon végén pályafutása során hatodszor is beválasztották a Bajnokok Ligája álomcsapatába. 2022. június 8-án bejelentették, hogy 2023-ig meghosszabbította a szerződését a Real Madriddal.

##### 2022–2023-as szezon
2022. augusztus 20-án szerezte első gólját és gólpasszát a szezonban, a Celta Vigo ellen 4–1-re megnyert találkozón. Szeptember 6-án betalált a Celtic elleni 3–0-s győzelem alkalmával, ezen a találkozón 100. BL-mérkőzésén lépett pályára Real Madrid-játékosként.
Szeptember 11-én Puskás Ferenc és Francisco Buyo után mindössze a harmadik olyan Real-játékos lett, aki 35 éves kora felett legalább 100 mérkőzésen lépett pályára a csapat színeiben. 2023 februárjában pályafutása során hatodjára került be a FIFA FIFPro World XI-be. Május 6-án második Copa del Rey-trófeáját ünnepelhette a Real Madriddal, miután a döntőben 2–1-re legyőzték az Osasuna együttesét. Júniusban 2024-ig szóló szerződést kötött.

##### 2023–2024-es szezon
A 2023–24-es szezonban Karim Benzema távozásával Modrić lett a Real Madrid csapatkapitány-helyettese, ennek ellenére a formációváltás és az együttes fiatalodása középpályás poszton azt eredményezte, hogy egyre kevesebbszer szerepelt a kezdőcsapatban, jobbára csereként számítottak a játékára.
Október 28-án csereként pályára lépve játszotta 500. mérkőzését a Real Madridban, majd gólpasszt adott Jude Bellinghamnek. November 27-én, a Cádiz elleni 3–0-s idegenbeli győzelem alkalmával  megdöntötte a 35 éves kor feletti legtöbb Real Madrid-mérkőzés rekordját, összesen 161 pályára lépéssel. Ezzel túlszárnyalta az előző rekordot, amit Francisco Buyo tartott. Április 30-án csereként kapott szerepet a Bayern München elleni Bajnokok Ligája-elődöntő visszavágóján, ezzel Puskás Ferenc rekordját felülmúlva 38 évesen és 234 naposan ő lett a legidősebb Real Madrid-játékos, aki pályára lépett a sorozatban. Néhány nappal később, a Cádiz ellen 3–0-ra megnyert meccsen egy újabb Puskás-rekordot megdöntve minden idők legidősebb Real-játékosa lett, aki pályára lépett a spanyol élvonalban. Ugyanezen a mérkőzésen Modrić megszerezte a negyedik bajnoki címét és összességében a 25. serlegét a Real Madridban, ezzel csapattársával, Nacho Fernándezzel egyetemben beállította Marcelo és Karim Benzema rekordját, mint a klub legtöbb trófeájával rendelkező játékosa. Ezt a rekordját huszonhatra növelte a hatodik Bajnokok Ligája-trófeájával, miután 2–0-ra legyőzték a döntőben a német Borussia Dortmund együttesét. Egyúttal csapattársával, Dani Carvajallal karöltve ő lett az első játékos, aki hat finálét is megnyert ebben a versenysorozatban.

##### 2024–2025-ös szezon
2024. július 17-én bejelentették, hogy újabb egy évvel meghosszabbította a szerződését a Real Madriddal, így 2025-ig biztosan a klub kötelékében marad. Emellett az is hivatalossá vált, hogy Nacho Fernández távozásával ő lett az együttes csapatkapitánya. Egy hónappal később ő lett a csapat történetének legtöbb trófeájával rendelkező játékosa, miután az Atalanta legyőzésével az UEFA-szuperkupa döntőjében megszerezte 27. serlegét.
Október 19-én, a Celta Vigo elleni mérkőzésen ő lett a Real Madrid történetének legidősebb játékosa, aki tétmérkőzésen pályára lépett a klub színeiben, Puskás Ferenc 1966-os rekordját felülmúlva. Ugyanezen mérkőzésen 561. tétmérkőzését játszotta a klub színeiben, amivel a vonatkozó örökranglistán fellépett a 10. helyre, Pirrit és Míchelt megelőzve. 2025. február 25-én a Girona elleni 2–0-s győzelmet követően a mérkőzés legjobbjának választották.

#### AC Milan
2025. július 14-én az AC Milan hivatalosan is bejelentette Modrić szerződtetését.

### A válogatottban

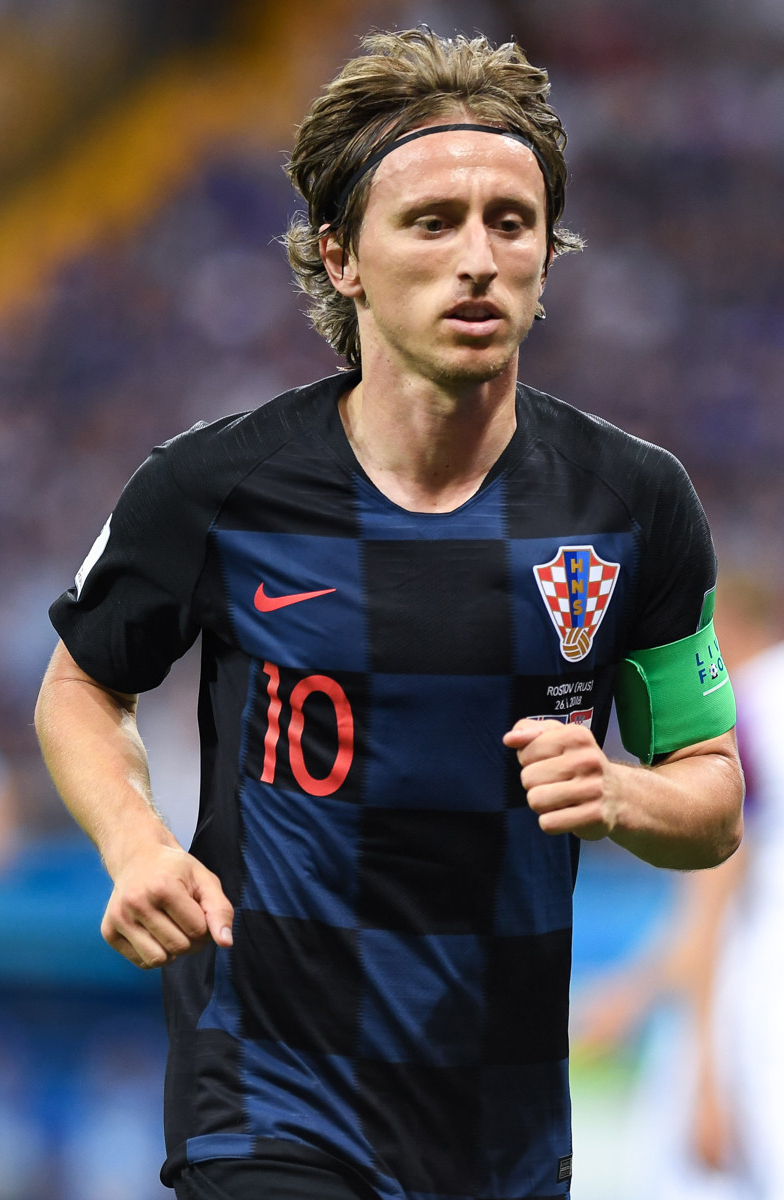
Modrić a 2018-as világbajnokságon a horvátok „második Aranygenerációjának” tagjaként

Modrić az U15-ös korosztálytól az U21-es korosztályig az összes utánpótlás válogatottban pályára lépett. A horvát válogatottban 2006. március 1-jén mutatkozott be Bázelben, egy Argentína ellen 3–2-re megnyert felkészülési mérkőzésen.

#### 2006–2008: Első nemzetközi tornák
Az új szövetségi kapitány, Slaven Bilić kinevezésével Modrić egyre nagyobb szerepet kapott a válogatottban is. A 2006-os világbajnokságon két csoportmérkőzésen lépett pályára Ausztrália és Japán ellen. Első válogatott gólját az olaszok ellen szerezte augusztus 16-án.
A horvát válogatott sikeresen kvalifikálta magát a 2008-as Európa-bajnokságra, köszönhetően Modrićnak is, aki főleg az Anglia elleni hazai selejtezőn nyújtott kiemelkedő teljesítményt, és akit „a horvát Cruijff”-ként kezdtek emlegetni. 2008. június 8-án a negyedik percben büntetőből volt eredményes a házigazda osztrák válogatott ellen, ezzel nyertek a horvátok 1–0-ra. Ez volt az addigi leggyorsabb büntetőből szerzett gól az Európa-bajnokságok történetében. A következő mérkőzésen 2–1-re győzték le Németországot, Modrićot pedig a mérkőzés legjobbjának választották. A törökök elleni negyeddöntőben Ivan Klasnić góljával megszerezték a vezetést a hosszabbításban, azonban Semih Şentürk egyenlített, a tizenegyespárbajban pedig a törökök jutottak tovább, miközben többek közt Modrić is elrontotta a maga lövését. A torna végén beválasztották az All Star-csapatba, második horvát labdarúgóként a sportág történetében Davor Šuker után.

#### 2008–2016: Későbbi mérkőzések
A 2010-es világbajnokság selejtezőiben Modrić három gólt ért el Kazahsztán, Andorra és Ukrajna ellen, így Ivica Olić, Ivan Rakitić és Eduardo da Silva mellett csapata legeredményesebbje volt, a horvátok azonban ennek ellenére sem tudták kiharcolni a világbajnoki szereplést. A 2012-es Európa-bajnokság selejtezői alatt Izrael ellen lőtt gólt. A kontinenstornán Spanyolországgal, Olaszországgal és Írországgal kerültek egy csoportba. Modrić mindhárom találkozón kezdőként lépett pályára, de nem sikerült továbbjutni a csoportból. Legemlékezetesebb teljesítményét a címvédő spanyolok ellen nyújtotta, azonban az a mérkőzés 1–0-s spanyol sikerrel ért véget. A horvátok egyedül az íreket tudták legyőzni 3–1-re. Ugyan ezúttal nem választották be a torna csapatába, de a The Daily Telegraph a negyeddöntők után a legjobbak közé sorolta, illetve a szaksajtótól is jó kritikát kapott a játéka.

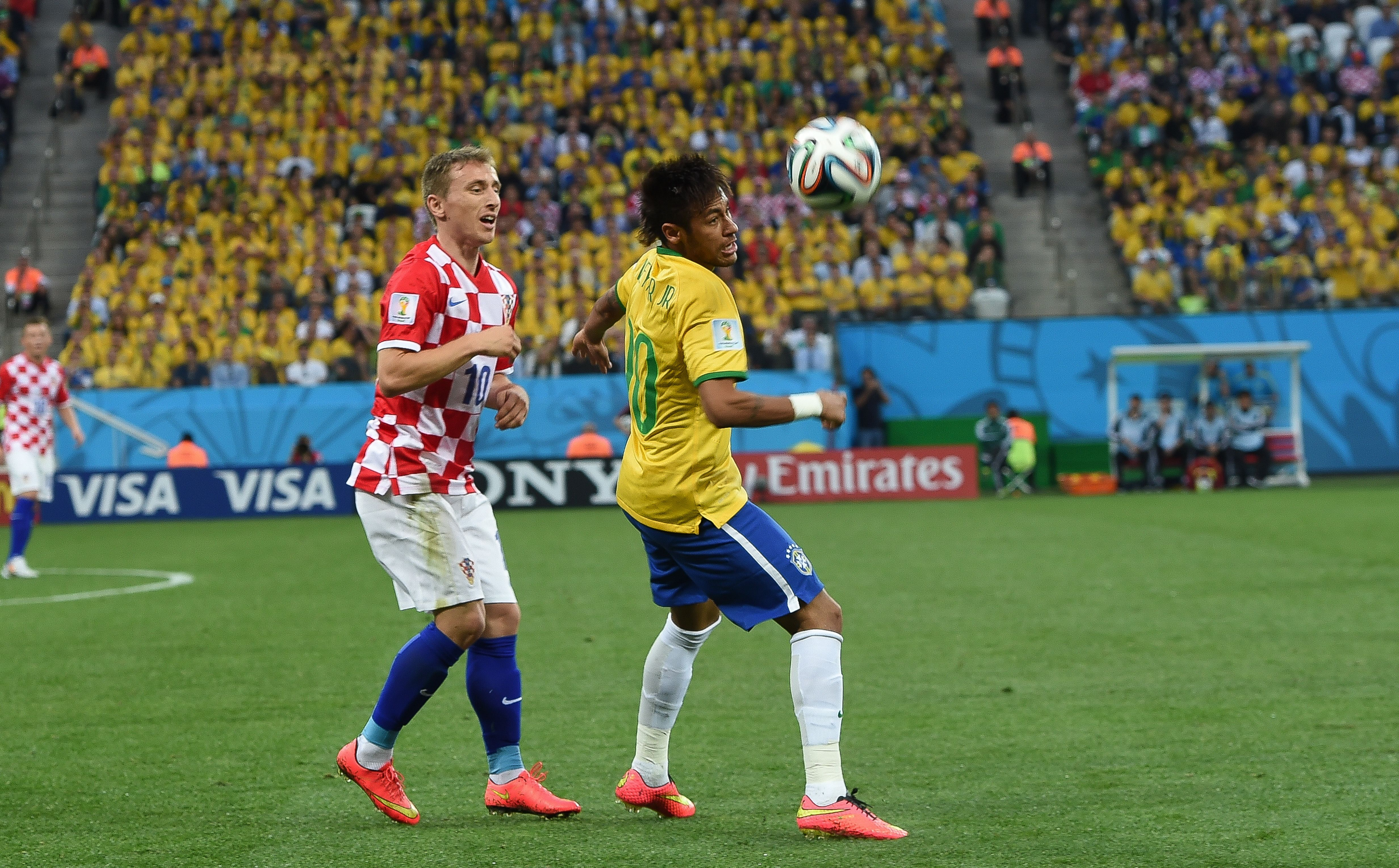
Modrić és Neymar a 2014-es világbajnokság nyitómérkőzésén

A 2014-es világbajnokságra csak pótselejtezőkkel sikerült kijutniuk a horvátoknak, ahol egy csoportba kerültek a házigazda Brazíliával. A torna nyitómérkőzésén a házigazdák 3–1-re győztek, Modrić pedig kisebb sérülést szenvedett. A folytatásban Kamerunt 4–0-ra megverte a horvát csapat, de nem sikerült továbbjutniuk a csoportból, miután Mexikótól 3–1-es vereséget szenvedtek.
A 2016-os Európa-bajnokság selejtezői alatt Málta ellen góllal ünnepelte 29. születésnapját, majd Azerbajdzsán ellen is eredményes volt. Az Európa-bajnokság első csoportmérkőzésén Modrić gólt szerzett Törökország ellen, így ő lett az első horvát aki két különböző kontinenstornán is eredményes volt. Őt választották a mérkőzés emberének is, de a torna későbbi szakaszát ki kellett hagynia kisebb izomsérülése miatt. A horvátok a nyolcaddöntőben a későbbi győztes Portugália ellen 1–0 arányban maradtak alul.

#### 2016–2018: Világbajnoki ezüst

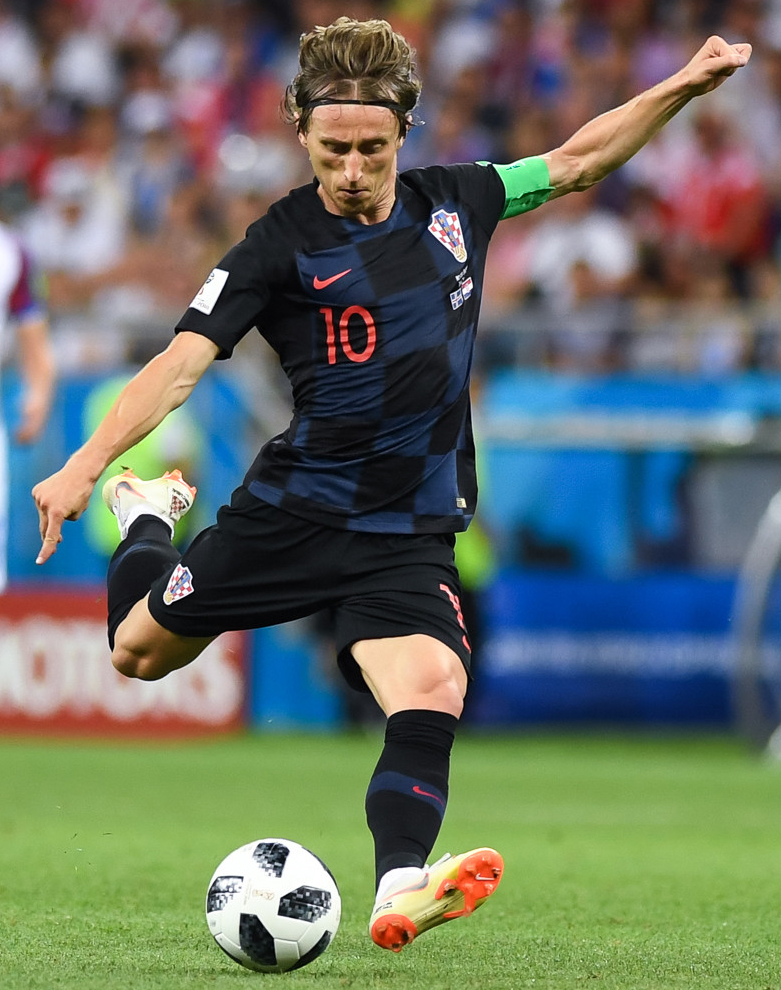
Modrić lövésre készül a 2018-as világbajnokságon

A horvátok a 2018-as világbajnokságra is csak pótselejtezőket követően tudtak kvalifikálni. A görögök elleni párharc során Modrić a hazai pályán 4–1-re megnyert találkozó első gólját szerezte büntetőből. A világbajnokságon Argentína, Izland és Nigéria volt a válogatott csoportellenfele. A csapat szurkolói nagy elvárásokkal tekintett a Mandžukić, Rakitić és Modrić nevével fémjelzett „második Aranygeneráció” szereplése elé. Az első mérkőzést Nigéria ellen 2–0-ra nyerte a csapat, Modrić büntetőből talált be és ő lett a mérkőzés legjobbja is. A második, Argentína elleni mérkőzésen a Lionel Messivel felálló dél-amerikaiak ellen a Modrić vezette horvátok fölényes 3–0-s győzelmet arattak. A Real Madrid középpályása a második gólt szerezte egy 23 méterről ellőtt lövést követően. A Nemzetközi Labdarúgó-szövetség szakemberei ezúttal is Modrićot választották a találkozó legjobbjának. Az Izland elleni találkozón is sikert ért el a csapat, így százszázalékos teljesítménnyel, csoportelsőként jutott a legjobb tizenhat csapat közé. Modrićot a FourFourTwo, aThe Daily Telegraph és az ESPN is a csoportkör legjobbjának választotta.
Az egyenes kieséses szakasz első körében a dán válogatottal találkoztak a horvátok és végeztek 1–1-es döntetlenre. Ante Rebić a hosszabbításban büntetőt harcolt ki csapatának, azonban Modrić hibázott, így tizenegyespárbajra került sor. Itt végül a horvátok nyertek 3–2-re és bejutottak a legjobb nyolc csapat közé. A negyeddöntőben július 7-én a házigazda orosz válogatott volt a következő ellenfél, és ezúttal sem született döntés a rendes játékidőben. Domagoj Vida a hosszabbítás hajrájában előnyt szerzett csapatának, de a házigazda egyenlített, a 2–2-es döntetlent követően pedig újabb büntetőpárbaj következett. Itt újra a horvátok győztek, míg Modrić ezúttal is a találkozó legjobbja lett a FIFA illetékesei szerint. Július 11-én az angolok elleni elődöntőt a hosszabbítást követően 2–1-re nyerték meg a horvátok. Modrićot ezen a találkozón cselei és szervezőképessége, valamint passzai miatt emelték ki, míg a győztes gólt Mandžukić szerezte. A július 15-én rendezett döntőben Horvátország 4–2-es vereséget szenvedett az esélyesebbnek tartott Franciaország ellen, de így is története legjobb eredményét érte el, felülmúlva a Davor Šuker vezette csapat 1998-as bronzérmét. A világbajnokság szervezői Modrićot választották a torna legjobb játékosának, így ő kapta a világbajnokság Aranylabdáját.
Modrić mind a négy mérkőzésen részt vett az UEFA Nemzetek Ligája első kiírásában, ahol azonban az A liga négyes számú csoportjában utolsó helyen végzett Horvátországgal.

#### 2019–2022: Világbajnoki bronzérem
Az 2020-as Európa-bajnokság selejtezői során Modrić két gólt szerzett, egyet büntetőből Azerbajdzsán ellen, majd egy szólógólt a magyarok ellen 3–0-ra megnyert mérkőzésen. A Covid19-világjárvány miatt a kontinenstornát elhalsztották, így 2020 helyett 2021-ben került megrendezésre. 2021. március 24-én 134. válogatott találkozóján lépett pályára, amivel beérte Darijo Srnát, ezzel holtversenyben minden idők legtöbb válogatottságával rendelkező horvát labdarúgója lett. Egy meccsel később megdöntötte ezt a rekordot.
A 2022-es világbajnoki selejtezők során Modrić három gólt, valamint két gólpasszt jegyzett. 2022. november 9-én Zlatko Dalić szövetségi kapitány nevezte a horvátok Katarba induló keretébe. A Marokkó, majd Belgium elleni mérkőzések után őt választották a meccs emberének. Az első olyan játékos lett, aki három különböző évtizedben is pályára lépett a világbajnokságon, valamint Európa-bajnokságon is. A nyolcaddöntőben, majd az azt követő negyeddöntőben is tizenegyespárbaj után jutott tovább csapata. Előbb Japánt, majd Brazíliát búcsúztatták büntetők után. Ezzel Horvátország egymás után másodszor lehetett ott a világbajnokság elődöntőjében, ahol a későbbi győztes Argentína búcsúztatta őket 3–0 arányban. A harmadik helyért folyó küzdelemben a horvátok 2–1 arányban győztek Marokkó ellen, ezzel egymás után második érmüket szerezték a horvátok. Modrić a torna végén megkapta a Bronzlabdát, tehát a torna harmadik legjobb játékosának választották Lionel Messi és Kylian Mbappé után.

#### 2023–2024: Európa-bajnokság és Nemzetek Ligája-döntő
2023. március 25-én, a Wales elleni Európa-bajnoki selejtezőn – 37 évesen, 6 hónaposan és 16 naposan – ő lett a legidősebb horvát játékos, aki pályára lépett a válogatottban, megdöntve Dražen Ladić 1999-es rekordját.
2023. június 14-én remek játékával hozzájárult csapata döntőbe jutásához Hollandia ellen a Nemzetek Ligájában. Azon a mérkőzésen Modrić büntetőt harcolt ki, gólpasszt adott, majd ő maga is értékesített egy tizenegyest. Később a meccs emberének választották. Végül második helyen végzett csapatával, miután 0–0-s döntetlent követően 5–4-re kikapott tizenegyespárbajban Spanyolország ellen.
2024. május 30-án bekerült a horvát válogatott Európa-bajnokságra utazó keretébe, ezzel egyike lett annak az öt játékosnak, aki az ötödik Európa-bajnokságán is részt tudott venni. Az Olaszország elleni sorsdöntő, utolsó csoportmérkőzésen előbb kihagyott egy tizenegyest, majd egy perccel később megszerezte a vezetést. Ezzel a góllal ő lett az Európa-bajnokságok történetének legidősebb gólszerzője, 32 nappal megelőzve Ivica Vastićot. A csoportkörből végül kiestek egy kései olasz gólnak köszönhetően, azonban ennek ellenére is a meccs legjobbjának választották.

## Játékstílusa
Modrić gyors és kreatív játékmesternek számít, aki nagyszerűen átlátja a pályát, valamint a játékot, ezért egy megindulással, rövid vagy hosszú passzokkal helyzetbe tudja hozni társait. Mindkét lábával ügyesen bánik a labdával, ő az összekötő kapocs a középpályán a védők és a támadók között. Jó a pozíciós játékban, ő szabja meg csapata játékritmusát, labdavezetési és labdabirtoklási képessége is átlagon felüli. Gyakran nevezik a középpálya Maestrójának, azaz mesterének („Midfield Master”), de hasonlították már egy zenekar karmesteréhez is, és illették a „bábmester” és a „középpálya mágusa” becenévvel is. Amikor a Real Madridhoz igazolt, akkor a spanyol médiában egyszerűen csak El Pájaróként („a Madár”) emlegették, míg csapattársai a „Lukita” becenevet adták neki.

### Pozíciója a pályán
Modrić komplex játékos, elsősorban a középpályás sor közepén, az irányító poszton helyezkedik. Pályafutása elején a Dinamo Zagrebben támadó középpályásként játszott, csakúgy, mint a Tottenhamnél az odaigazolását követő első időszakban. A 2010–2011-es szezonban picit hátrébb húzódva, amolyan mélységi irányító szerepkörben játszott, elsődleges feladata az volt, hogy csapattársainak helyzetet teremtsen. Bár alapjában véve támadó középpályás, Modrić rengeteg munkát végez el egy mérkőzés alatt, ennélfogva az irányító poszt mellett akár védekező feladatok ellátására is alkalmas. Az egyik legsokoldalúbb játékos a világon, képes több középpályás pozícióban is játszani. Jonathan Wilson brit újságíró szerint a 4–2–3–1 rendszerben Modrić egy harmadik típusú középpályás, a két feladatkör közti összekötő kapocs.
Amikor Angliában a pozícióját hátrébb vonták, az kihatással volt a szerzett góljai, sőt gólpasszai számára is. Ennek ellenére a csapatban a második legmagasabb pontszáma volt, ami az úgynevezett kulcspasszokat illeti (2,06), valamint nagyon magas passzpontossági arány jellemezte játékát (87%), a legmagasabb passz/mérkőzés-mutatóval (62,5), a legtöbb sikeres csellel (2,2) és a legtöbb labdaszerzéssel (2,5) is ő rendelkezett. Ezek azok a magas statisztikai mutatók, amelyek a Premier League legjobb középpályásai közé emelték. A 2011–12-es szezonban statisztikailag a legmagasabban rangsorolt játékosok közé tartozott az európai élbajnokságokat figyelembe véve, olyan játékosok mellett, mint Xabi Alonso, Andrea Pirlo, Bastian Schweinsteiger és Xavi Hernández.
Amikor Modrić megérkezett Spanyolországba a Real Madridhoz, akkor a játékosposztokat klasszikusan számokkal – hatos (védekező), nyolcas (középső középpályás) vagy tízes (támadó) – leíró szakemberek az ő pozícióját amolyan 8-as és 9-es közti, kissé hátravont, mélységi irányítóként írták le. A 2012–13-as szezonban főként Xabi Alonso mellett kapott szerepet, itt jobbára a spanyol végezte a védekezőbb feladatokat. A 2013–14-es szezon első felében, amely alatt hatékony játékkapcsolatot alakított ki Alonsóval és az argentin Ángel Di Maríával, Modrić több sikeres szerelést mutatott be átlagosan meccseként (56), mint a csapat többi játékosa. Az ő nevéhez fűződött a legtöbb passz (878) és ezeknek igen nagy százaléka (90%) volt pontos átadás. Ezzel a mutatókkal szintén a legjobbak közé tartozott az európai élbajnokságokban. A 2014–15-ös szezonban, amikor Toni Kroos megérkezett a csapathoz, a Real Madrid játéka is változott, kevésbé a labdabirtoklást tekintették elsődlegesnek, és a német középpályás mellett Modrićnak is több védekező feladatot kellett ellátnia, valamint a gyors ellentámadásokban is kulcsszerep hárult a játékára. Modrić átlagos passzpontossága a szezonban 91,6–92% között volt, miközben a legmagasabb arányát egyetlen mérkőzésen októberben, Barcelonában produkálta, amikor 42 próbálkozásának 100%-át csapattárshoz játszotta meg.

### Megítélése

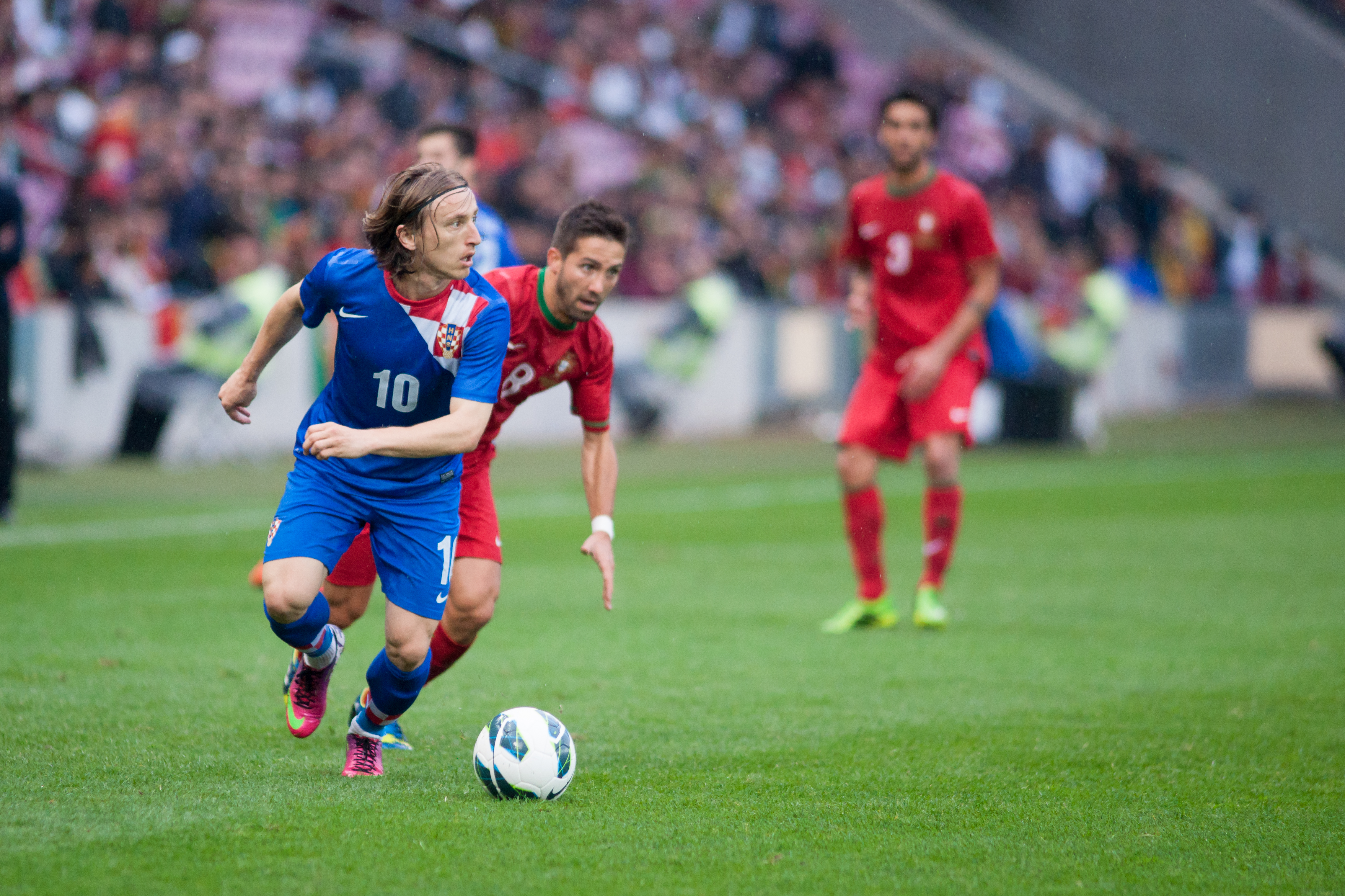
Luka Modrić, akinek játéka a válogatottban és a klubcsapatában is meghatározó

Modrićot széles körben tekintik a világ legjobb és leghatékonyabb középpályásának. Jonathan Wilson szerint a régi labdarúgó iskola képviselője, Juan Román Riquelméhez hasonló 10-es, aki a Valerij Lobanovszkij és az Arrigo Sacchi által képviselt iskola alapjait sajátította el.
Dragan Stojković szerb labdarúgóedző már fiatal korában láthatta a kis Modrićot, akit az egyik legintelligensebb játékosnak titulált, és Xavier Hernándezhez, valamint Andrés Iniestához hasonlított. Johan Cruijff szerint Modrić játékának minőségét és a játékra való befolyását a pályán kapott szabadsága adja. Paul Scholes, aki többször játszott Modrić ellen, egy 2011-es Manchester Evening News-interjújában azt mondta: „Hármójuk közül (Samir Nasri és Wesley Sneijder) Modrić volt az, aki a leginkább lenyűgözött.” 2014-ben Zinédine Zidane a legjobb tizenegy labdarúgó közé sorolta. Andrij Sevcsenko úgy nyilatkozott, hogy Modrić az egyik legjobb középpályás a sportág történetében, míg Robert Prosinečki és Ivan Rakitić 2018-ban a világ legjobbjának és a valaha volt legjobb horvát labdarúgónak nevezte.
José Mourinho leigazolása előtt azt mondta, hogy Modrićot a Real Madridban akarja látni, mert a taktikát tekintve nagy befolyással van a játékra, és mert „művészi szinten játszik.” 2012-ben Carlo Ancelotti dicsérte Modrić technikáját és sokoldalúságát, kijelentve: „Modrić kiemelkedő játékos, és véleményem szerint a világ egyik legjobb középpályása, hiszen egynél több pozícióban is tud játszani.” Alex Ferguson, mikor a horvát a Premier League-ben játszott, a liga legjobbjai közt említette, és Paul Scholesszal hasonlította össze, kiemelve kettőjük intelligenciáját, irányítókészségét. Elmondta még, hogy mindkét játékos tiszteli a fair playt, valamint hogy ő maga is le akarta igazolni Modrićot a csapatába. Slaven Bilić szerint Modrić „olyan játékos, aki másokat is jobbá tesz, mindannyian részesülnek játékának pozitív hatásában, ha ő a csapatban van, nem önző, a csapat érdeket tartja szem előtt.” Modrić játékát dicsérte még Josep Guardiola és Sven-Göran Eriksson is.

## Magánélete
Modrić 2010 májusában vette feleségül Vanja Bosnićot Zágrábban, előbb polgári, majd egy év múlva templomi szertartáson. Fiuk, Ivano 2010. június 6-án, lányuk, Ema 2013. április 25-én született. A párnak 2017. október 2-án a harmadik gyermeke is megszületett, a kislány a Sofia nevet kapta. Bosnić a Mamic Sports Agency sportadminisztrátora, így nemcsak a magánéletben, hanem a munkában is társak, ő a középpályás menedzsere is. Modrić jellemzően csendes és nyugodt családi életet él, magánélete mentes a botrányoktól.

### Adócsalási ügye és hamis tanúzása
2018 márciusában Modrićot a Dinamo Zagreb egykori elnöke, Zdravko Mamić ellen sikkasztási ügyben folytatott tárgyaláson tanúként hallgatták ki. Mamić és testvére, Zoran ellen vesztegetés és adócsalás volt a vád, az ügyben pedig a középpályás hamis vallomást tett, amit később megváltoztatott, így hazájában hamis tanúzásért emeltek vádat ellene. A horvát adóhivatal a 2012-től 2014-ig leadott adóbevallásai miatt vizsgálódott, amelyek nem tartalmazták a reklámszerződésekből befolyt összegeket. A spanyol hatóság emiatt 2017 végén eljárást indított Modrić és felesége ellen, azonban ő elismerte az adócsalás tényét, és 2018 januárjában, az eljárás kezdete előtt kamattal együtt közel egymillió eurót fizetett ki a spanyol adóhivatalnak.

## Sikerei, díjai

### Klubcsapatokban
Dinamo Zagreb
- Horvát bajnok (3): 2005–06, 2006–07, 2007–08
- Horvát kupa (2): 2007, 2008
- Horvát szuperkupa (1): 2006

 Real Madrid
- Spanyol bajnokság (4): 2016–17, 2019–20, 2021–22, 2023–24
- Spanyol kupa (2): 2013–14, 2022–23
- Spanyol szuperkupa (5): 2012, 2017, 2019–20, 2021–22, 2023–24
- UEFA-bajnokok ligája (6): 2013–14, 2015–16, 2016–17, 2017–18, 2021–2022, 2023–24
- Európai szuperkupa (5): 2014, 2016, 2017, 2022, 2024
- FIFA-klubvilágbajnokság (4): 2014, 2016, 2017, 2018, 2022
- FIFA Interkontinentális Kupa (1): 2024

### Egyéni elismerései
- A bosnyák bajnokság legjobb játékosa: 2003
- Az év horvát U21-es játékosa: 2004[332]
- Az év horvát felfedezettje: 2004
- A horvát bajnokság legjobb játékosa a Tportal szavazásán: 2007
- A horvát bajnokság legjobb játékosa: 2007
- SN Sárga Mez-díj: 2007–08
- Az év horvát labdarúgója: 2007, 2008, 2011, 2014, 2016, 2017, 2018, 2019, 2020, 2021, 2022, 2023
- Football Oscar a legjobb horvát labdarúgónak: 2013, 2014,[333] 2015,[334] 2016,[335] 2017,[336] 2018,[337] 2019,[338] 2020,[339] 2021,[340] 2022,[341] 2023
- Az év horvát labdarúgója a Horvát labdarúgó-szövetség szavazásán: 2018[342]
- Az Európa-bajnokság All Star-csapatának tagja: 2008
- Az év játékosa a Tottenhamnél: 2010–11
- Az évtized férfi csapatának (2011–2020) tagja a világon az IFFHS-nél[343]
- Az évtized férfi csapatának (2011–2020) tagja az IFFHS-nél (UEFA)[344]
- Bajnokok Ligája, a szezon csapatának tagja: 2013–14, 2015–16, 2016–17, 2017–18, 2020–21,[345] 2021–22[88][112][123][133][346]
- A spanyol bajnokság legjobb középpályása: 2013–14, 2015–16[114]
- FIFA FIFPro World XI: 2015,[347] 2016,[348] 2017,[349] 2018,[350] 2019,[351] 2022[352]
- Az év csapatának tagja a spanyol élvonalban: 2015–16,[353] 2021–22,[354] 2022–23[355]
- Az év csapatának tagja a spanyol élvonalban az UEFA szerint: 2015–16[356]
- Facebook Football Awards, a legjobb középpályás: 2016[357]
- FIFA-klubvilágbajnokság, Ezüstlabda: 2016[119]
- Az UEFA Év csapatának tagja: 2016,[116] 2017,[358] 2018[359]
- Az év középpályása az ESPN szavazásán: 2016,[360] 2017,[361] 2018[362]
- A Bajnokok Ligája legjobb középpályása: 2016–17,[125] 2017–18[363]
- IFFHS Az év harmadik legjobb irányítója: 2017[364]
- IFFHS év férfi csapatának tagja: 2017,[365] 2018,[366] 2022[367]
- A klubvilágbajnokság legjobb játékosa: 2017[130]
- A világbajnokság legjobb játékosa: 2018[256]
- Az év férfi labdarúgója az UEFA szavazásán: 2017–18[363]
- Az év férfi labdarúgója a FIFA szavazásán: 2018[368]
- IFFHS Az év legjobb irányítója: 2018[369]
- Goal 50: 2017–18[370]
- Aranylabda: 2018[136]
- World Soccer Az év játékosa: 2018[371]
- The Guardian Az év játékosa: 2018[372]
- AIPS Év Sportolója: 2018[373]
- HNS Trófea az év horvát játékosának: 2018[374]
- HOO (Horvát Olimpiai Bizottság) Év Sportolója: 2018[375]
- Sportske novosti Év Sportolója: 2018,[376] 2022[377]
- Franjo Bučar Állami Sportdíj: 2018[378]
- Zára díszpolgára: 2018[379][380]
- Zára megye díszpolgára: 2019[381]
- Golden Foot-díj: 2019[382]
- A szezon játékosa a Real Madridnál: 2020–21[383]
- ESM év csapatának tagja: 2021–22[384]
- Marca Leyenda-díj: 2022[385]
- Világbajnoki Bronzlabda: 2022[272]

## Statisztikái

### Klubcsapatokban
2024. február 1-én lett frissítve.
| Klub                         | Szezon           | Bajnokság              | Bajnokság | Bajnokság | Kupa  | Kupa | Ligakupa | Ligakupa | Nemzetközi | Nemzetközi | Egyéb | Egyéb | Összesen | Összesen |
| Klub                         | Szezon           | Liga                   | Mérk.     | Gól       | Mérk. | Gól  | Mérk.    | Gól      | Mérk.      | Gól        | Mérk. | Gól   | Mérk.    | Gól      |
| ---------------------------- | ---------------- | ---------------------- | --------- | --------- | ----- | ---- | -------- | -------- | ---------- | ---------- | ----- | ----- | -------- | -------- |
| Dinamo Zagreb                | 2003–04          | Prva HNL               | 0         | 0         | 0     | 0    | –        | –        | –          | –          | –     | –     | 0        | 0        |
| Dinamo Zagreb                | 2004–05          | Prva HNL               | 7         | 0         | 1     | 0    | –        | –        | –          | –          | –     | –     | 8        | 0        |
| Dinamo Zagreb                | 2005–06          | Prva HNL               | 32        | 7         | 1     | 0    | –        | –        | –          | –          | –     | –     | 33       | 7        |
| Dinamo Zagreb                | 2006–07          | Prva HNL               | 30        | 6         | 7     | 1    | –        | –        | 6          | 0          | 1     | 1     | 44       | 8        |
| Dinamo Zagreb                | 2007–08          | Prva HNL               | 25        | 13        | 8     | 1    | –        | –        | 12         | 3          | –     | –     | 45       | 17       |
| Dinamo Zagreb                | Összesen         | Összesen               | 94        | 26        | 17    | 2    | –        | –        | 18         | 3          | 1     | 1     | 130      | 32       |
| Zrinjski Mostar (kölcsönben) | 2003–04          | Bosnyák Premier League | 25        | 8         | –     | –    | –        | –        | –          | –          | –     | –     | 25       | 8        |
| Inter Zaprešić (kölcsönben)  | 2004–05          | Prva HNL               | 18        | 4         | –     | –    | –        | –        | –          | –          | –     | –     | 18       | 4        |
| Tottenham Hotspur            | 2008–09          | Premier League         | 34        | 3         | 2     | 1    | 4        | 0        | 4          | 1          | –     | –     | 44       | 5        |
| Tottenham Hotspur            | 2009–10          | Premier League         | 25        | 3         | 7     | 0    | 0        | 0        | —          | —          | –     | –     | 32       | 3        |
| Tottenham Hotspur            | 2010–11          | Premier League         | 32        | 3         | 2     | 0    | 0        | 0        | 9          | 1          | –     | –     | 43       | 4        |
| Tottenham Hotspur            | 2011–12          | Premier League         | 36        | 4         | 3     | 0    | 0        | 0        | 2          | 1          | –     | –     | 41       | 5        |
| Tottenham Hotspur            | Összesen         | Összesen               | 127       | 13        | 14    | 1    | 4        | 0        | 15         | 3          | –     | –     | 160      | 17       |
| Real Madrid                  | 2012–13          | La Liga                | 33        | 3         | 8     | 0    | –        | –        | 11         | 1          | 1     | 0     | 53       | 4        |
| Real Madrid                  | 2013–14          | La Liga                | 34        | 1         | 6     | 0    | –        | –        | 11         | 1          | –     | –     | 51       | 2        |
| Real Madrid                  | 2014–15          | La Liga                | 16        | 1         | 0     | 0    | –        | –        | 6          | 0          | 3     | 0     | 25       | 1        |
| Real Madrid                  | 2015–16          | La Liga                | 32        | 2         | 0     | 0    | –        | –        | 12         | 1          | –     | –     | 44       | 3        |
| Real Madrid                  | 2016–17          | La Liga                | 25        | 1         | 2     | 0    | –        | –        | 11         | 0          | 3     | 0     | 41       | 1        |
| Real Madrid                  | 2017–18          | La Liga                | 26        | 1         | 2     | 0    | –        | –        | 11         | 1          | 4     | 0     | 43       | 2        |
| Real Madrid                  | 2018–19          | La Liga                | 34        | 3         | 3     | 0    | –        | –        | 6          | 0          | 3     | 1     | 46       | 4        |
| Real Madrid                  | 2019–20          | La Liga                | 31        | 3         | 1     | 0    | –        | –        | 6          | 1          | 2     | 1     | 40       | 5        |
| Real Madrid                  | 2020–21          | La Liga                | 35        | 5         | 0     | 0    | –        | –        | 12         | 1          | 1     | 0     | 48       | 6        |
| Real Madrid                  | 2021–22          | La Liga                | 28        | 2         | 2     | 0    | –        | –        | 13         | 0          | 2     | 1     | 45       | 3        |
| Real Madrid                  | 2022–23          | La Liga                | 33        | 4         | 4     | 0    | –        | –        | 10         | 2          | 5     | 0     | 52       | 6        |
| Real Madrid                  | 2023–24          | La Liga                | 32        | 2         | 1     | 0    | –        | –        | 11         | 0          | 2     | 0     | 46       | 2        |
| Real Madrid                  | 2024–25          | La Liga                | 21        | 1         | 2     | 1    | –        | –        | 8          | 0          | 3     | 0     | 33       | 2        |
| Real Madrid                  | Összesen         | Összesen               | 380       | 29        | 31    | 1    | –        | –        | 128        | 8          | 29    | 3     | 567      | 41       |
| Karrier összesen             | Karrier összesen | Karrier összesen       | 644       | 80        | 62    | 4    | 4        | 0        | 161        | 14         | 30    | 4     | 900      | 102      |

### A válogatottban
2024. november 18-án lett frissítve.
| Horvátország | Horvátország    | Horvátország |
| Év           | Pályára lépések | Gól          |
| ------------ | --------------- | ------------ |
| 2006         | 12              | 2            |
| 2007         | 10              | 1            |
| 2008         | 11              | 3            |
| 2009         | 3               | 1            |
| 2010         | 8               | 0            |
| 2011         | 9               | 1            |
| 2012         | 9               | 0            |
| 2013         | 10              | 0            |
| 2014         | 11              | 2            |
| 2015         | 4               | 0            |
| 2016         | 8               | 1            |
| 2017         | 8               | 1            |
| 2018         | 15              | 2            |
| 2019         | 9               | 2            |
| 2020         | 6               | 0            |
| 2021         | 13              | 4            |
| 2022         | 16              | 3            |
| 2023         | 10              | 1            |
| 2024         | 12              | 3            |
| összesen     | 184             | 27           |

#### Góljai a válogatottban
Legutóbb 2024. szeptember 8-án lett frissítve.
| #  | Dátum                | Helyszín                                                    | Ellenfél      | Gól | Eredmény | Verseny                                      |
| -- | -------------------- | ----------------------------------------------------------- | ------------- | --- | -------- | -------------------------------------------- |
| 1  | 2006. augusztus 16.  | Armando Picchi Stadion, Livorno, Olaszország                | Olaszország   | 2–0 | 2–0      | Barátságos mérkőzés                          |
| 2  | 2006. október 7.     | Maksimir Stadion, Zágráb, Horvátország                      | Andorra       | 7–0 | 7–0      | 2008-as Európa-bajnokság selejtező           |
| 3  | 2007. február 7.     | Kantrida Stadion, Fiume, Horvátország                       | Norvégia      | 2–0 | 2–1      | Barátságos mérkőzés                          |
| 4  | 2008. június 8.      | Ernst Happel Stadion, Bécs, Ausztria                        | Ausztria      | 1–0 | 1–0      | 2008-as Európa-bajnokság                     |
| 5  | 2008. szeptember 6.  | Maksimir Stadion, Zágráb, Horvátország                      | Kazahsztán    | 2–0 | 3–0      | 2010-es világbajnokság-selejtező             |
| 6  | 2008. október 15.    | Maksimir Stadion, Zágráb, Horvátország                      | Andorra       | 3–0 | 4–0      | 2010-es világbajnokság-selejtező             |
| 7  | 2009. június 6.      | Maksimir Stadion, Zágráb, Horvátország                      | Ukrajna       | 2–2 | 2–2      | 2010-es világbajnokság-selejtező             |
| 8  | 2011. szeptember 6.  | Maksimir Stadion, Zágráb, Horvátország                      | Izrael        | 1–1 | 3–1      | 2012-es Európa-bajnokság selejtező           |
| 9  | 2014. szeptember 9.  | Maksimir Stadion, Zágráb, Horvátország                      | Málta         | 1–0 | 2–0      | 2016-os Európa-bajnokság selejtező           |
| 10 | 2014. október 13.    | Stadion Gradski vrt, Eszék, Horvátország                    | Azerbajdzsán  | 5–0 | 6–0      | 2016-os labdarúgó-Európa-bajnokság selejtező |
| 11 | 2016. június 12.     | Parc des Princes, Párizs, Franciaország                     | Törökország   | 1–0 | 1–0      | 2016-os Európa-bajnokság                     |
| 12 | 2017. november 9.    | Maksimir Stadion, Zágráb, Horvátország                      | Görögország   | 1–0 | 4–1      | 2018-as világbajnokság-pótselejtezők         |
| 13 | 2018. június 16.     | Kalinyingrád Stadion, Kalinyingrád, Oroszország             | Nigéria       | 2–0 | 2–0      | 2018-as világbajnokság                       |
| 14 | 2018. június 21.     | Nyizsnyij Novgorod Stadion, Nyizsnyij Novgorod, Oroszország | Argentína     | 2–0 | 3–0      | 2018-as világbajnokság                       |
| 15 | 2019. szeptember 9.  | Bakcell Aréna, Baku, Azerbajdzsán                           | Azerbajdzsán  | 1–0 | 1–1      | 2020-as Európa-bajnokság-selejtező           |
| 16 | 2019. október 10.    | Stadion Poljud, Split, Horvátország                         | Magyarország  | 1–0 | 3–0      | 2020-as Európa-bajnokság-selejtező           |
| 17 | 2021. március 30.    | Rujevica Stadion, Fiume, Horvátország                       | Málta         | 2–0 | 3–0      | 2022-es világbajnokság-selejtező             |
| 18 | 2021. június 22.     | Hampden Park, Glasgow, Skócia                               | Skócia        | 2–1 | 3–1      | 2020-as Európa-bajnokság                     |
| 19 | 2021. október 11.    | Gradski Vrt Stadion, Eszék, Horvátország                    | Szlovákia     | 2–2 | 2–2      | 2022-es világbajnokság-selejtező             |
| 20 | 2021. november 11.   | Nemzeti Stadion, Ta’ Qali, Málta                            | Málta         | 4–1 | 7–1      | 2022-es világbajnokság-selejtező             |
| 21 | 2022. március 29.    | Egyetemvárosi Stadion, al-Rajján, Magyarország              | Bulgária      | 1–1 | 2–1      | Barátságos mérkőzés                          |
| 22 | 2022. június 13.     | Stade de France, Párizs, Franciaország                      | Franciaország | 1–0 | 1–0      | 2022–2023-as UEFA Nemzetek Ligája            |
| 23 | 2022. szeptember 25. | Ernst Happel Stadion, Bécs, Ausztria                        | Ausztria      | 1–0 | 3–1      | 2022–2023-as UEFA Nemzetek Ligája            |
| 24 | 2023. június 14.     | Feijenoord Stadion, Rotterdam, Hollandia                    | Hollandia     | 4–2 | 4–2      | 2022–2023-as UEFA Nemzetek Ligája            |
| 25 | 2024. június 8.      | Estádio Nacional, Oeiras, Portugália                        | Portugália    | 1–0 | 2–1      | Barátságos mérkőzés                          |
| 26 | 2024. június 24.     | Red Bull Arena, Lipcse, Németország                         | Olaszország   | 1–0 | 1–1      | 2024-es labdarúgó-Európa-bajnokság           |
| 27 | 2024. szeptember 8.  | Opus Arena, Eszék, Horvátország                             | Lengyelország | 1–0 | 1–0      | 2024–2025-ös UEFA Nemzetek Ligája            |

## Fordítás
- Ez a szócikk részben vagy egészben  a   Luka Modrić című angol Wikipédia-szócikk ezen változatának fordításán alapul.  Az eredeti cikk szerkesztőit annak laptörténete sorolja fel. Ez a jelzés csupán a megfogalmazás eredetét és a szerzői jogokat jelzi, nem szolgál a cikkben szereplő információk forrásmegjelöléseként.